# Technique de l'émail au Moyen Âge

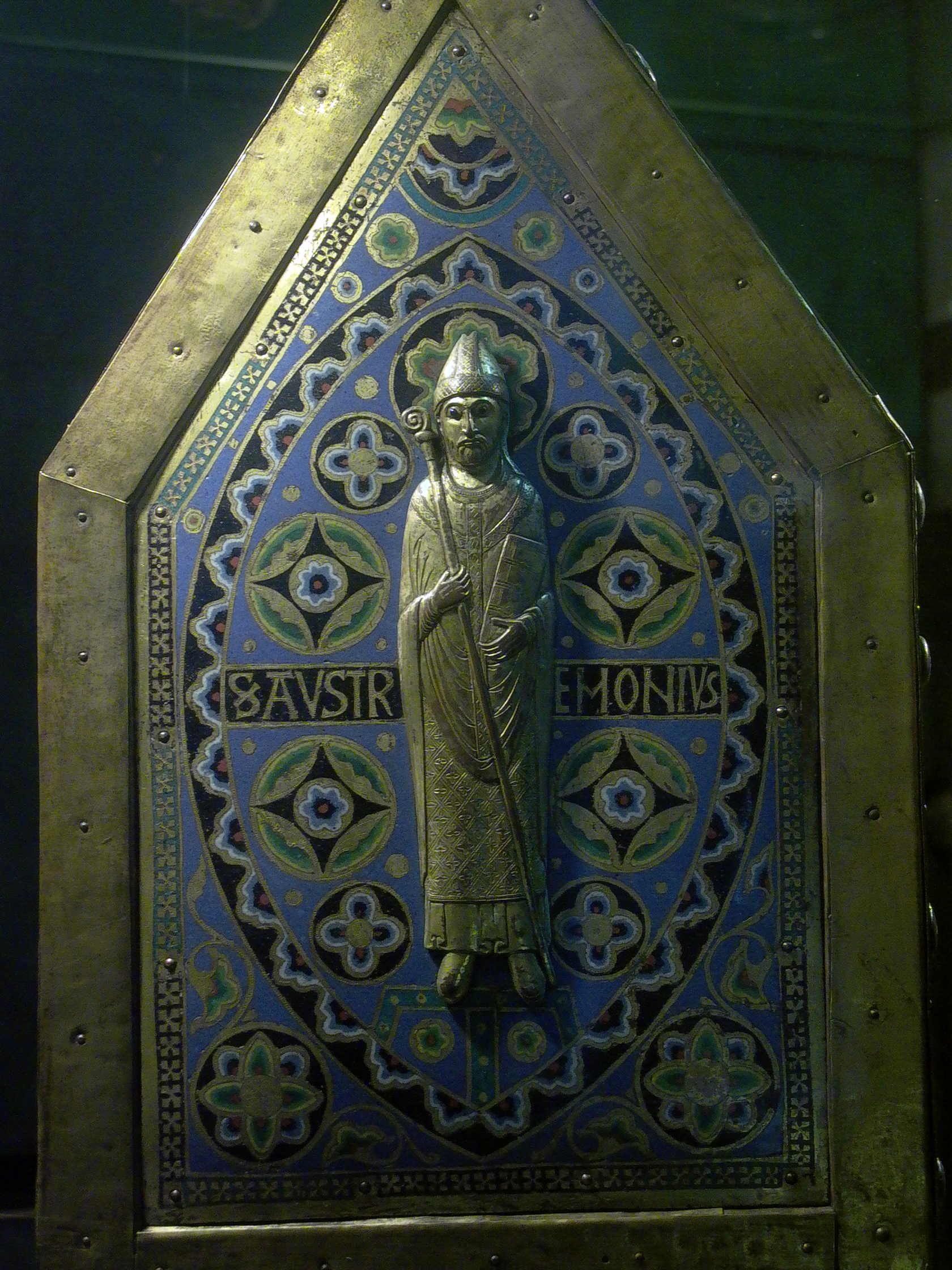
Saint-Austremoine, Châsse de Saint-Calmin, XIIe siècle, abbaye de Mozac, France.

Au Moyen Âge, la technique de l'émail s'est développée pour accompagner l'essor sans précédent qu'a connu alors cette pâte de verre colorée que l'on fait tenir sur un support métallique en or, argent ou cuivre. Les objets émaillés entrent pleinement dans ce que l'on appelle l'art somptuaire.
Des premières châsses romanes, on aboutit dès le XIVe siècle à de véritables œuvres d’orfèvrerie, mélangeant plusieurs techniques. 

## Fabrication

### La composition des émaux
Le verre est obtenu par la fonte du silice (de sable de silex ou de galets) à laquelle on ajoute un fondant pour baisser la température de fusion à 800 °C. Théophile, moine allemand du XIe siècle qui écrivit un traité sur les arts mécaniques dont l'émail, préconise d'y ajouter de la cendre végétale ce qui forme de la potasse. On nomme ces verres les verres potassiques. On peut également y ajouter de la soude, on obtient alors un verre sodique. Les Romains utilisaient du natron. En réalité, beaucoup d'émailleurs du Moyen Âge utilisaient comme fondant des tesselles de mosaïques romaines. Au début du XIIIe siècle, la production augmentant, on se remit à faire des verres potassiques car la matière première (mosaïque romaine) fut vite épuisée. 
Une fois le mélange effectué, on chauffe la silice et le fondant à 800 °C et avant que la masse ne refroidisse, on ajoute les couleurs. On utilise soit des colorants, souvent des cristaux, qui ont un effet plutôt opacifiant et donne un verre coloré opaque, soit des oxydes de cuivre. C'est la technique la plus utilisée car elle produit toute une gamme de couleurs, du bleu au turquoise. On peut également obtenir du rouge, du vert ou du jaune grâce à la cuprite ou l'antimoine.

### Préparation de l'émail

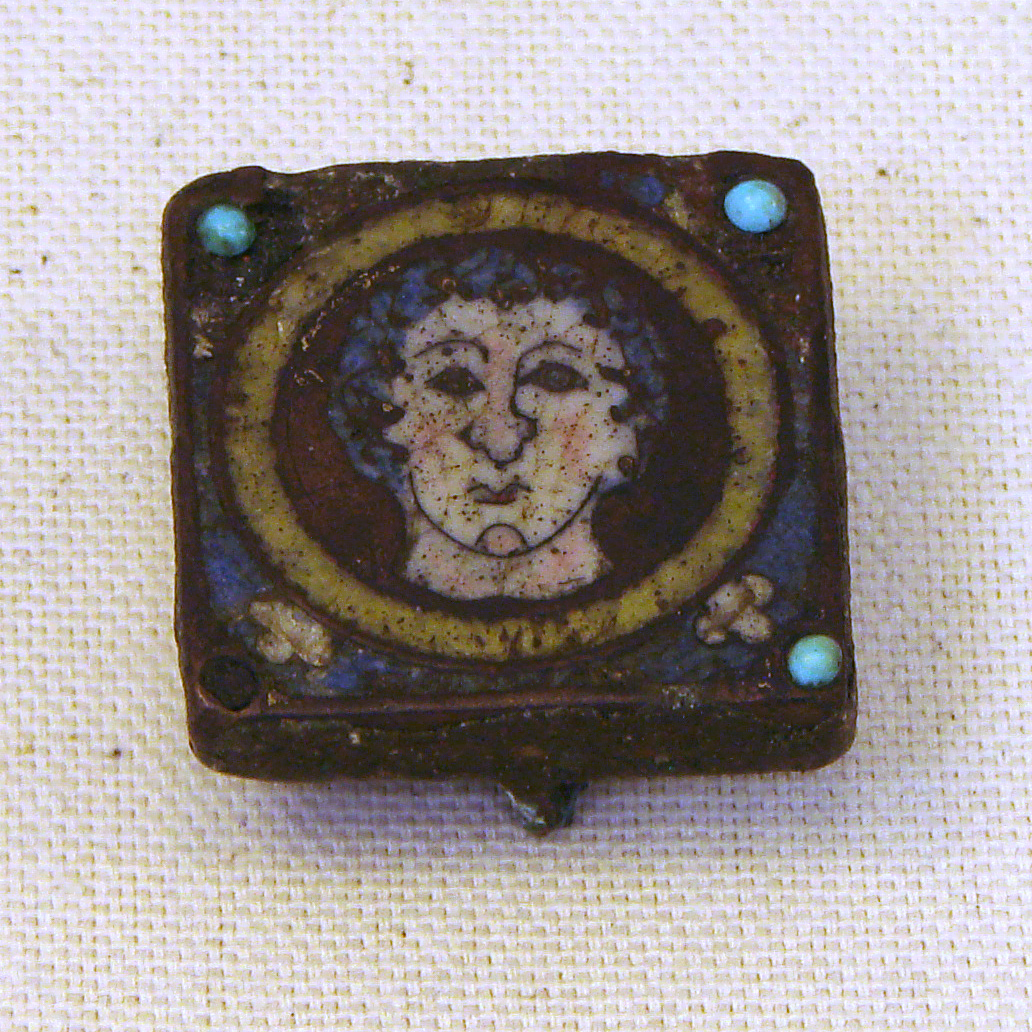
Fibule carolingienne, émail cloisonné. Musée de Laon, France

Le bloc de verre coloré obtenu est ensuite réduit en poudre. On l'éclate en petits fragments en le chauffant puis en le plongeant directement dans l'eau froide. Ces petits morceaux sont alors mélangés avec de l'eau puis finement écrasés pour les réduire en poudre. Cette poudre doit être homogène, non granuleuse et pas trop fine pour ne pas altérer la couleur. Ensuite, on lave la poudre avant de la conserver dans un godet rempli d'eau et fermé, un par couleur.

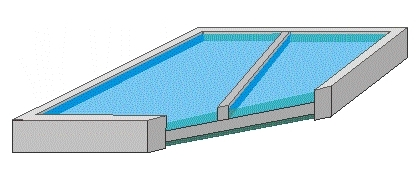
Schéma d'un travail à l'émail cloisonné. D'après C. Rienks.

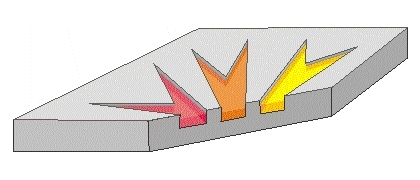
Schéma d'un travail à l'émail champlevé. D'après C. Rienks.

Selon les époques, il existe différentes techniques pour faire adhérer l'émail au support métallique :
- Les émaux cloisonnés, technique utilisée durant l’Antiquité, à Byzance, à l'époque mérovingienne et carolingienne. Le procédé consiste en l'adjonction de métal en soudant des rubans métalliques sur la plaque. Le support métallique est majoritairement fait d'or ou d'argent. Ces émaux sont transparents.
- Les émaux champlevés, technique caractéristique de l'Occident roman et du début de l'ère gothique. Le procédé consiste cette fois en l'ablation du métal. On creuse des alvéoles dans la masse métallique. Le support privilégié est le cuivre. Ce sont des émaux opaques.
- Les émaux de plique du milieu parisien des XIIIe - XIVe siècles, sorte de retour au cloisonné.
- Les émaux de basse-taille des XIVe - XVe siècle, on modifie la plaque de métal par ciselage à l'endroit où l'on désire appliquer l'émail translucide.
- Les émaux peints de la Renaissance, peinture à l'émail sur cuivre.

### Préparation de la plaque de métal
On prépare d'abord la plaque de métal par martelage, pour lui donner la forme désirée. On sélectionne ensuite les zones à émailler puis on opère selon les différentes techniques présentées plus haut. Enfin, on dépose la poudre d'émail dans les alvéoles des zones choisies à l'aide d'un pinceau. L'artisan laisse ensuite la poudre sécher pour faire partir l'eau et on la réchauffe enfin pour que la poudre, en se liquéfiant, adhère au support.
Le tout est ensuite recouvert d'un moufle puis de charbon de bois ardent que l'on maintient à une température de 800-900 °C grâce à un soufflet. La couleur du moufle sert de guide à l'orfèvre car quand celui-ci devient rouge, cela signifie qu'il faut arrêter le four. On laisse alors refroidir doucement l'ensemble, car le moindre choc thermique briserait le verre. En fondant, la poudre de verre perd du volume, il faut donc recommencer l'opération pour que l'émail soit uniformément plane et sans lacune dans les alvéoles.
Pour finir, l'artisan polit l'émail de plus en plus finement pour lui donner du brillant. Tout d'abord avec une pierre granuleuse mouillée et un polissage assez fort. Puis avec une pierre dure et lisse comme une agate que l'on frotte de poudre de tessons de céramique et d'eau avant de la passer sur l'émail. On réalise ainsi une abrasion plus fine, moins rugueuse. Enfin on frotte l'émail avec une peau de chèvre.
Quand la pièce est polie, on peut lui ajouter de la dorure (quand il s'agit d'une pièce de cuivre par exemple). Dorer un élément de cuivre, outre le principe esthétique, permet d'éviter l'oxydation des parties où la plaque de cuivre n'est pas recouverte d'émail. Au Moyen Âge, on dore par amalgame, c'est-à-dire d'un mélange d'or et de mercure, passé au pinceau et fixé en le chauffant.

## Émaux médiévaux: origine et évolution

### Le haut Moyen Âge

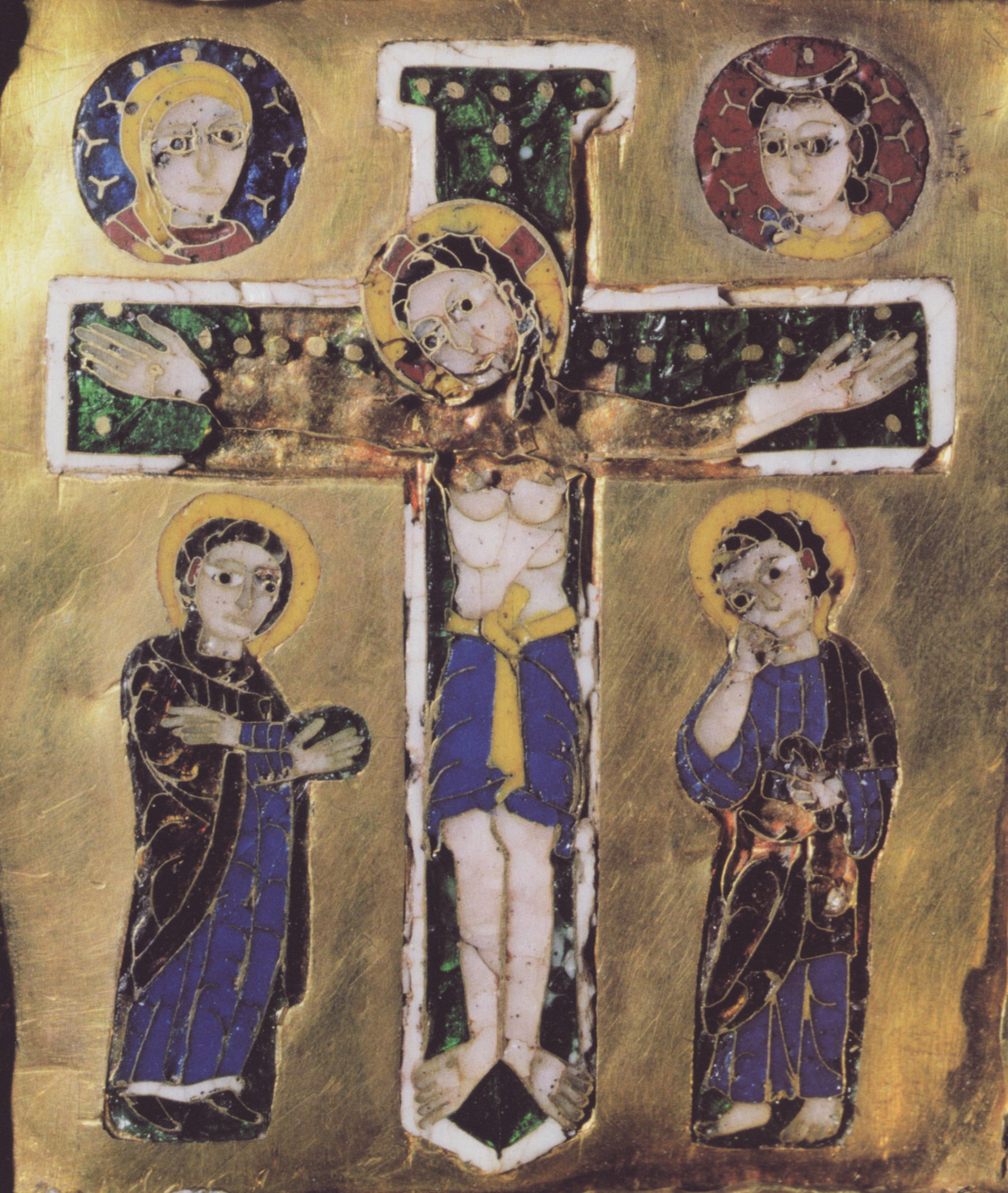
Détail d'une croix reliquaire en or et émail cloisonné, trésor de la cathédrale d'Essen, Allemagne.

Dès l'Antiquité et durant le haut Moyen Âge, c'est la technique du cloisonnage qui est employée. On part d'une plaque appelée platine dont on soulève les bords pour réaliser une bordure sur laquelle on soude de petites cloisons métalliques ou rubans en forme du dessin que l'on désire réaliser. On constitue ainsi des alvéoles dans lesquelles l'émail sera déposé. L'émail utilisé pour ces époques est translucide, il laisse donc apparaître le fond métallique, souvent rehaussé d'or pour donner plus de brillant. Cette technique, caractéristique de l'Antiquité, perdurera au haut Moyen Âge dans l'Art byzantin dont l'influence s'étend sur toute l'Europe. Un bon exemple, pour l'époque carolingienne est la croix reliquaire du Pape Pascal II, datée du IXe siècle. Il s'agit d'une croix dite "historiée" à émail cloisonné et translucide qui permet de voir le fond fait d'un vert à l'origine brillant. Seul l'émail utilisé dans les cloisons des personnages est opaque pour leur donner plus de consistance. Il y eut beaucoup de ce type d’œuvre autour de l'an 1000 et notamment dans l'empire ottonien du XIe siècle, où l'influence byzantine était importante. On produit alors beaucoup d'émaux dont l'iconographie est soit abstraite soit figurée et surtout dévolue à la vie de la Vierge. Les émaux du trésor de la cathédrale d'Essen en Allemagne en donnent une bonne illustration, l'ensemble est émaillé et tout le réseau des rubans est très repérable. Ces techniques restent peu traduites dans l'Occident roman.

### Le Moyen Âge classique: les émaux limousins et leur diffusion
À la fin du XIIe siècle, la majorité de la production d'émaux se concentre à Limoges et se diffuse à travers toute l'Europe. Cette technique est particulièrement à l'honneur dans l'orfèvrerie mosane. L'Émail Plantagenêt, exceptionnel pour sa taille (plaque émaillée de 63 cm, daté du milieu du XIIe siècle, est attribué à un atelier angevin ou manceau. On y emploie majoritairement la technique du champlevé. Au départ, il s'agissait d'une production locale avec une iconographie dédiée à des saints locaux. Des châsses représentant sainte Valérie et saint Martial, conservées au British Museum, au Musée de l'Ermitage et au Musée du Louvre, datées de 1170-1180, font partie des plus anciennes œuvres de ce type conservées. Ces châsses sont ornées d'un fond vermiculé avec des rinceaux ciselés sur le cuivre. Les personnages y sont très allongés et rehaussés de couleurs soutenues, ce qui est caractéristique des œuvres romanes. Sur les châsses du début de la production limousine, la proportion des zones émaillées est plus petite que celle des zones où on voit le fond. On observe que certains éléments en relief sont "rapportés" (rajoutés) comme les têtes des personnages.
Le tout début du XIIIe siècle marque l'âge d'or de la production limousine. Le processus est alors inversé, on réserve l'émail pour le fond et les personnages sont laissés "en réserve", c'est-à-dire que l'on n'émaille pas la plaque de cuivre sur laquelle ils sont dessinés. Entre les années 1180 et 1200 sont produites de nombreuses Châsses de saint Thomas Becket avec cette technique, dont la production s'intensifie dès 1200. On atteint presque une fabrication "en série" tant les artisans limousins travaillent vite, les couleurs sont de plus en plus saturées. On emploie l'émail à décorer des plats de reliure d'ouvrages liturgiques, mais aussi des ciboires car dans le même temps les fidèles communient de plus en plus et on use de réceptacles pour l'hostie par exemple. À Limoges, il s'agit d'une véritable institution, les émailleurs s'organisent en corporations et certains sont fameux comme le Maître Alpais dont on connaît plusieurs œuvres qu'il a signées. Celles-ci sont faites en cuivre dont le fond est émaillé. Comme sur les Châsses de Thomas Becket, les têtes des personnages sont rapportées et le maître les fabrique en série. La production d'Alpais est le reflet concret de la production limousine d'alors, qui se diversifie. On produit des éléments de mobiliers liturgiques dont certains personnages sont entièrement rapportés et rivetés sur le fond, des retables portatifs, des crosses dont la volute et l'amorce du bâton sont faits de cuivre rehaussé d'émail, des coffrets à hosties ou des colombes eucharistiques, objets que l'on suspendait au-dessus de l'autel dans l'église, des chandeliers. Le cuivre y est toujours doré et la proportion d'émail diminue.
Au XIIIe siècle, la production limousine a du mal à se renouveler, tant dans l'ornementation que dans la technique. Les œuvres commencent à passer de mode. De plus, la société médiévale se laïcise à cette période et la demande en œuvre "civiles" et donc privées, augmente. Les modes de vie étant assez raffinés alors, il y a une forte demande en objets de luxe, cela dit les artisans limousins ne s'y essayent pas et à la fin du XIIIe siècle, la production disparaît.

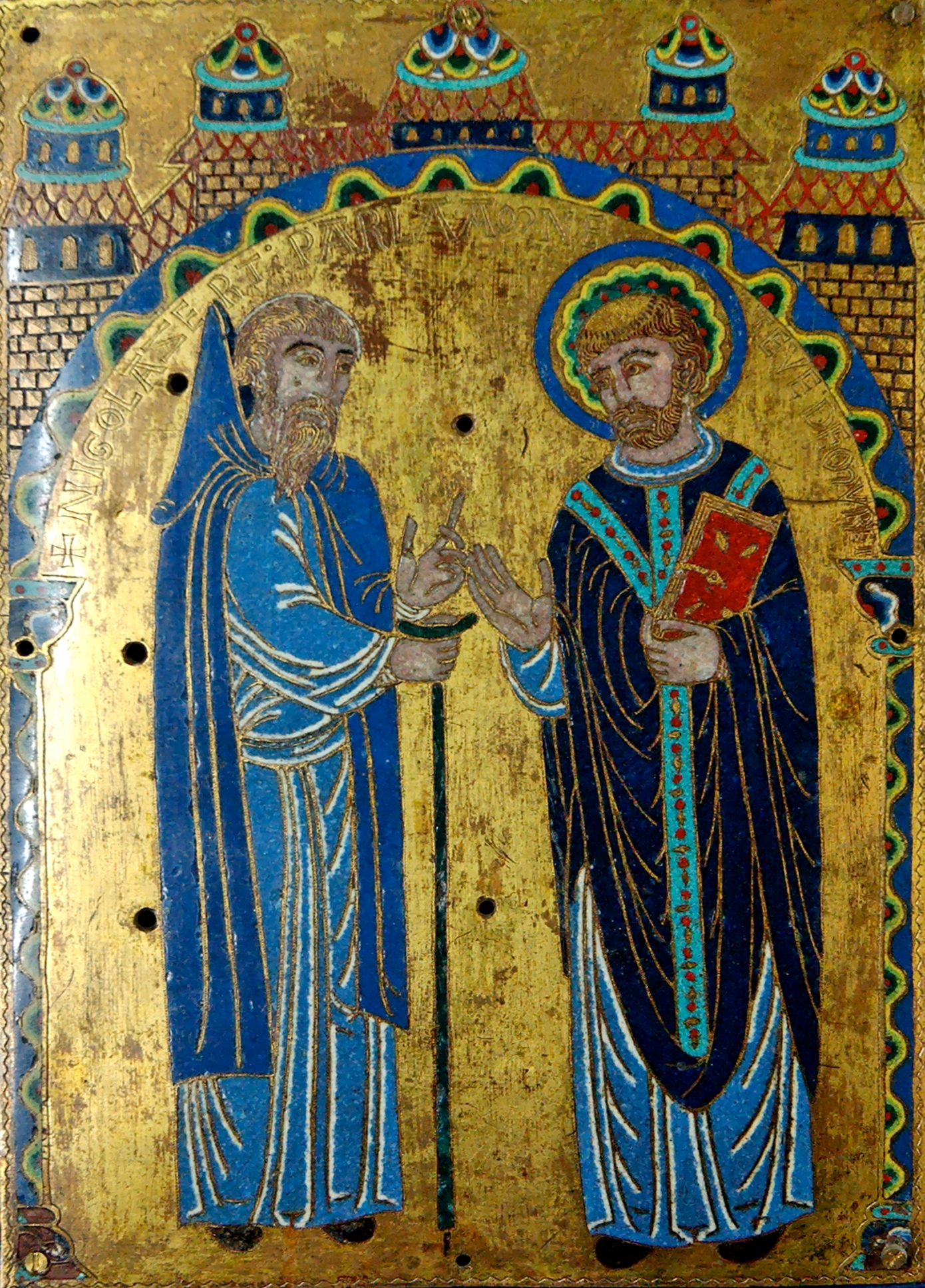
Émail limousin du XIIe, saint Étienne de Muret et Hugues de La Certa.
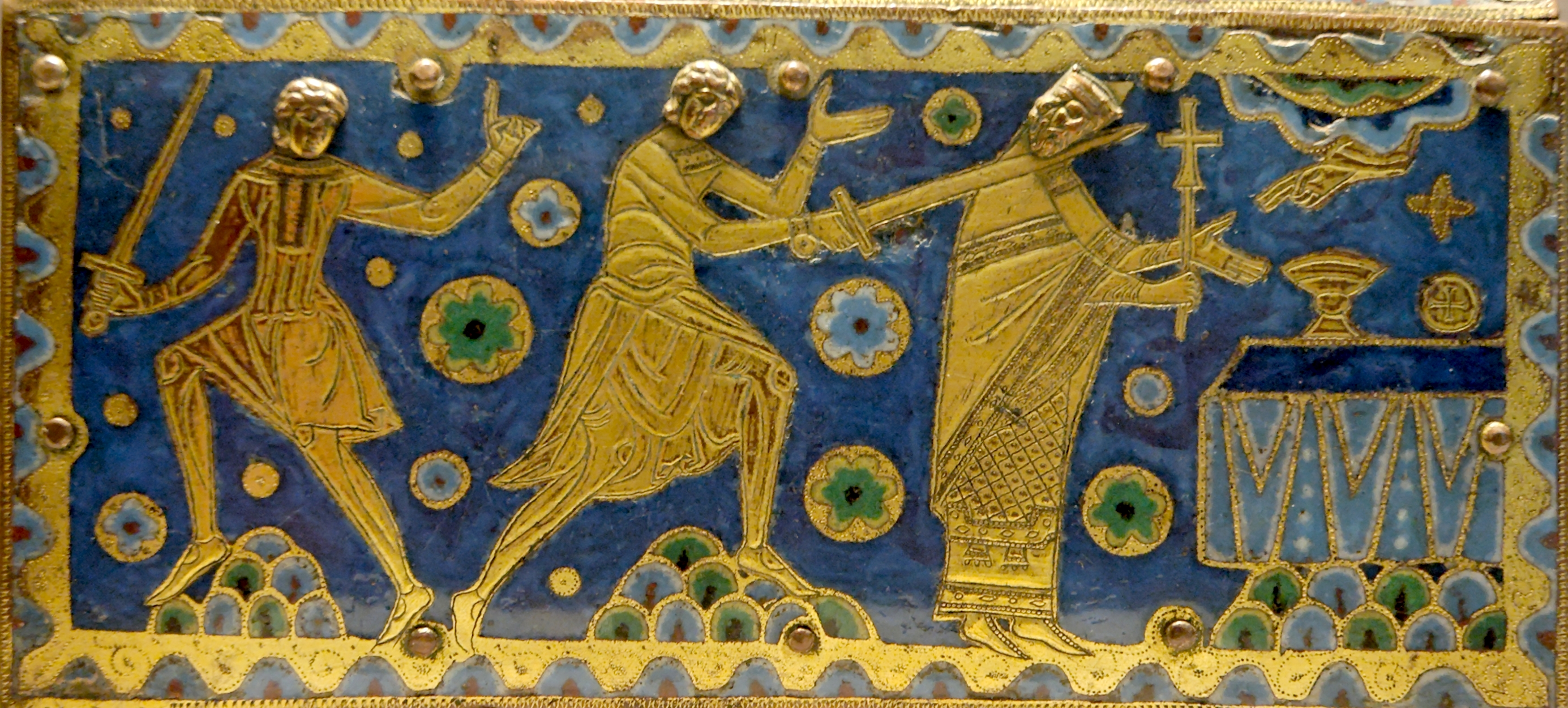
Émail limousin du début du XIIIe, l'assassinat de Thomas Becket.
Émail limousin du XIIIe, Crucifixion.
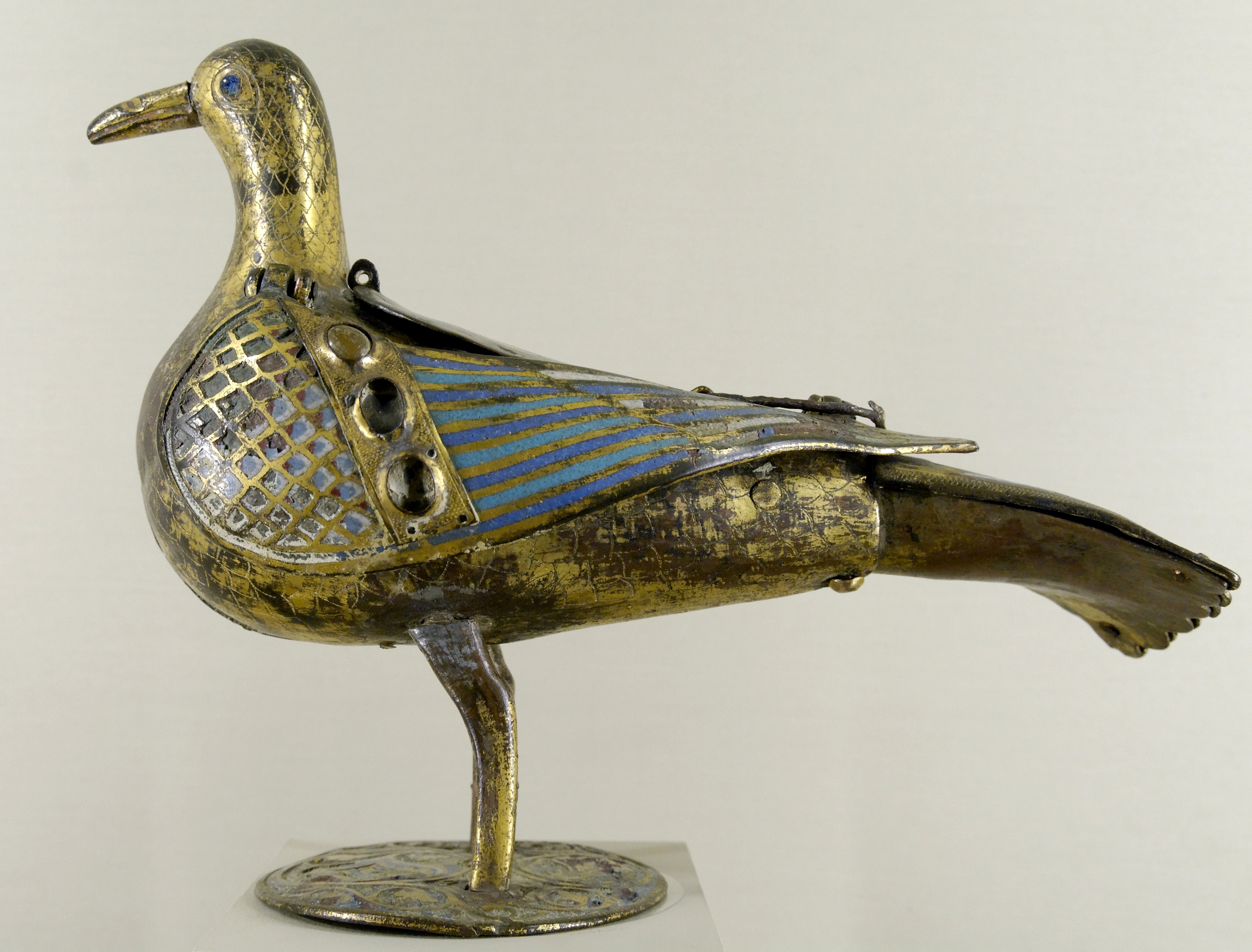
Colombe Eucharistique limousine du  XIIIe, Maître Alpais.
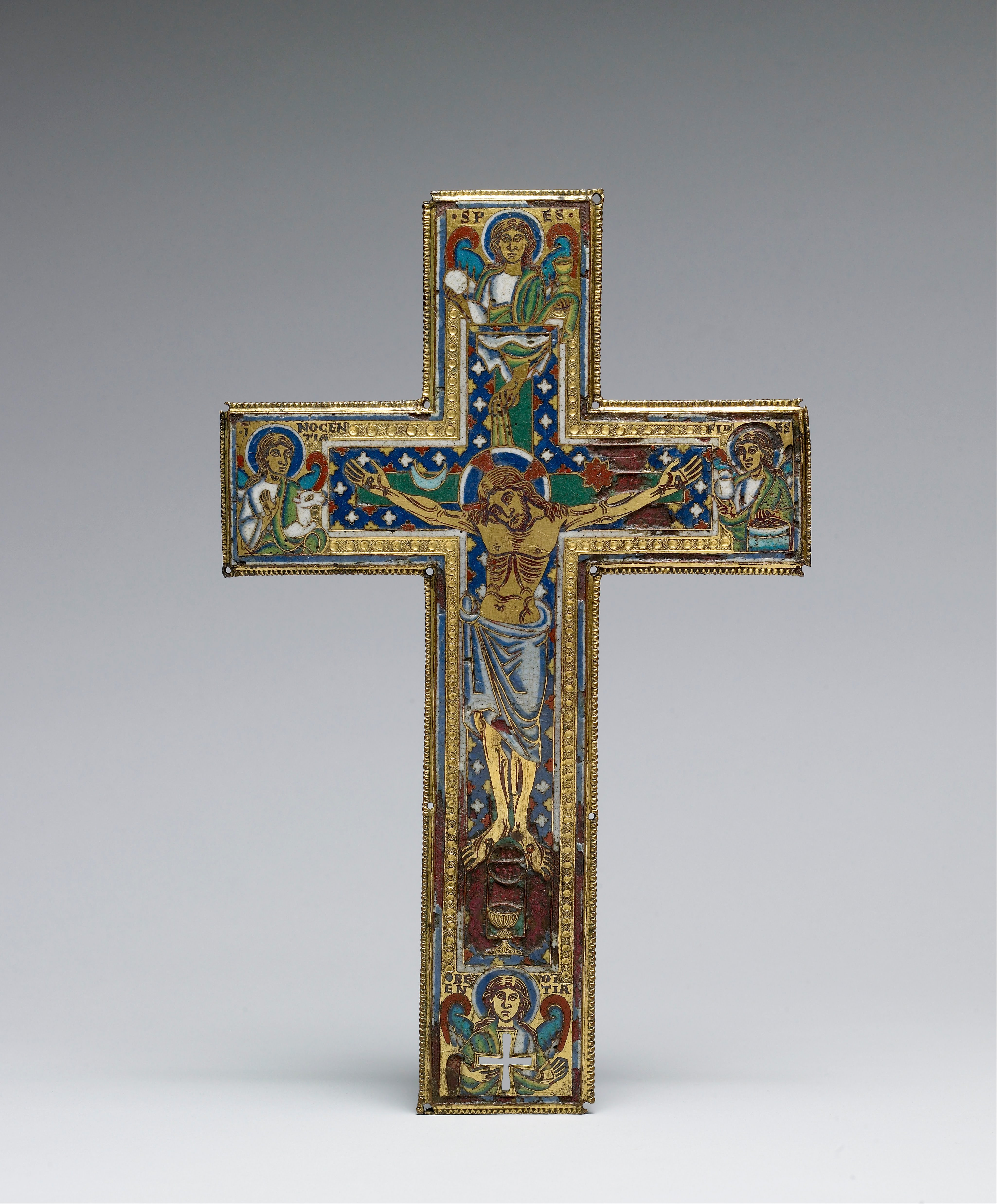
Croix-Reliquaire, 1150-1175, Walters Art Museum, Baltimore, art mosan.
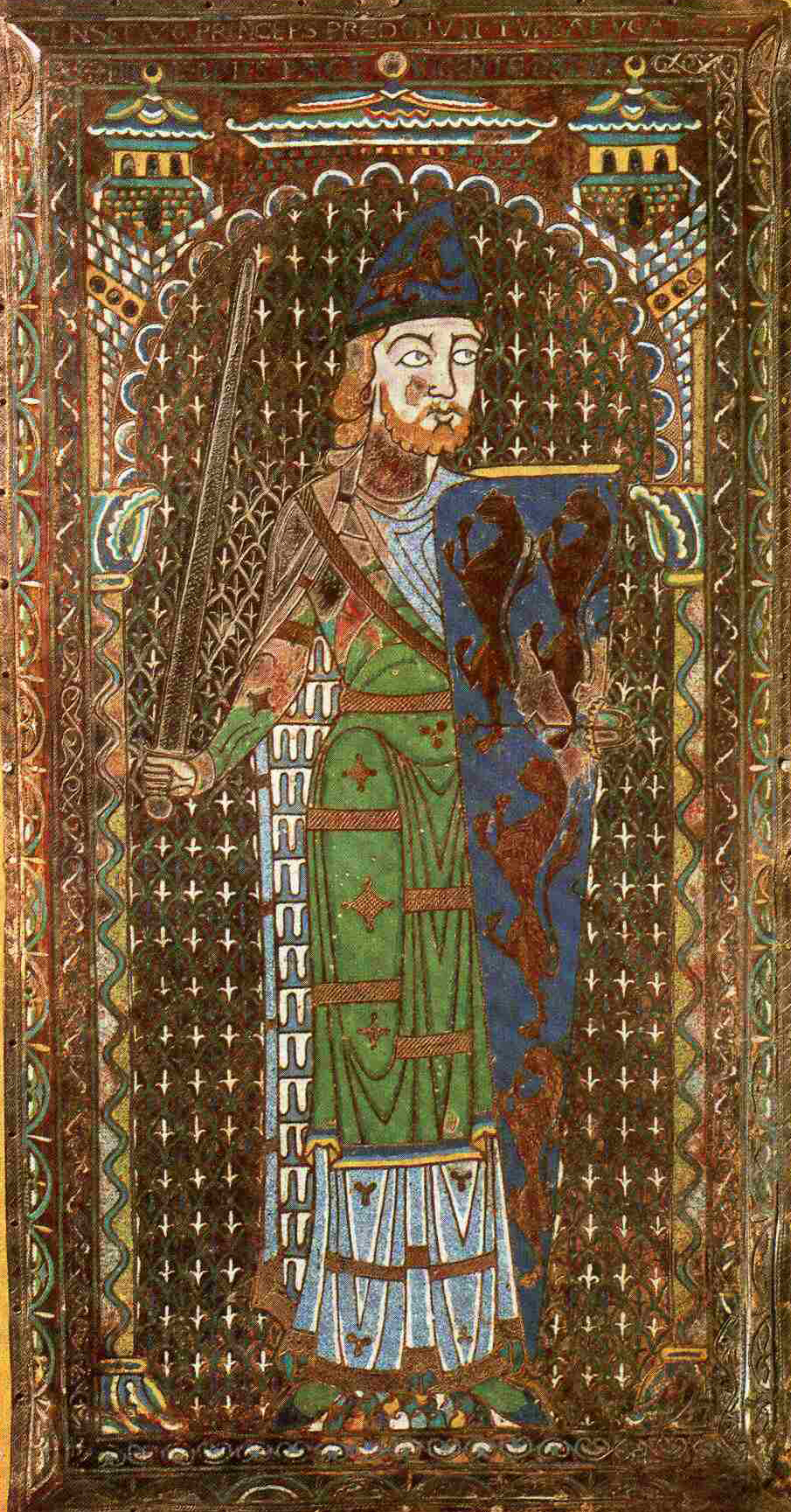
Émail Plantagenêt 1160-1165, plaque du tombeau de Geoffroy V d'Anjou.

### Les émaux de plique

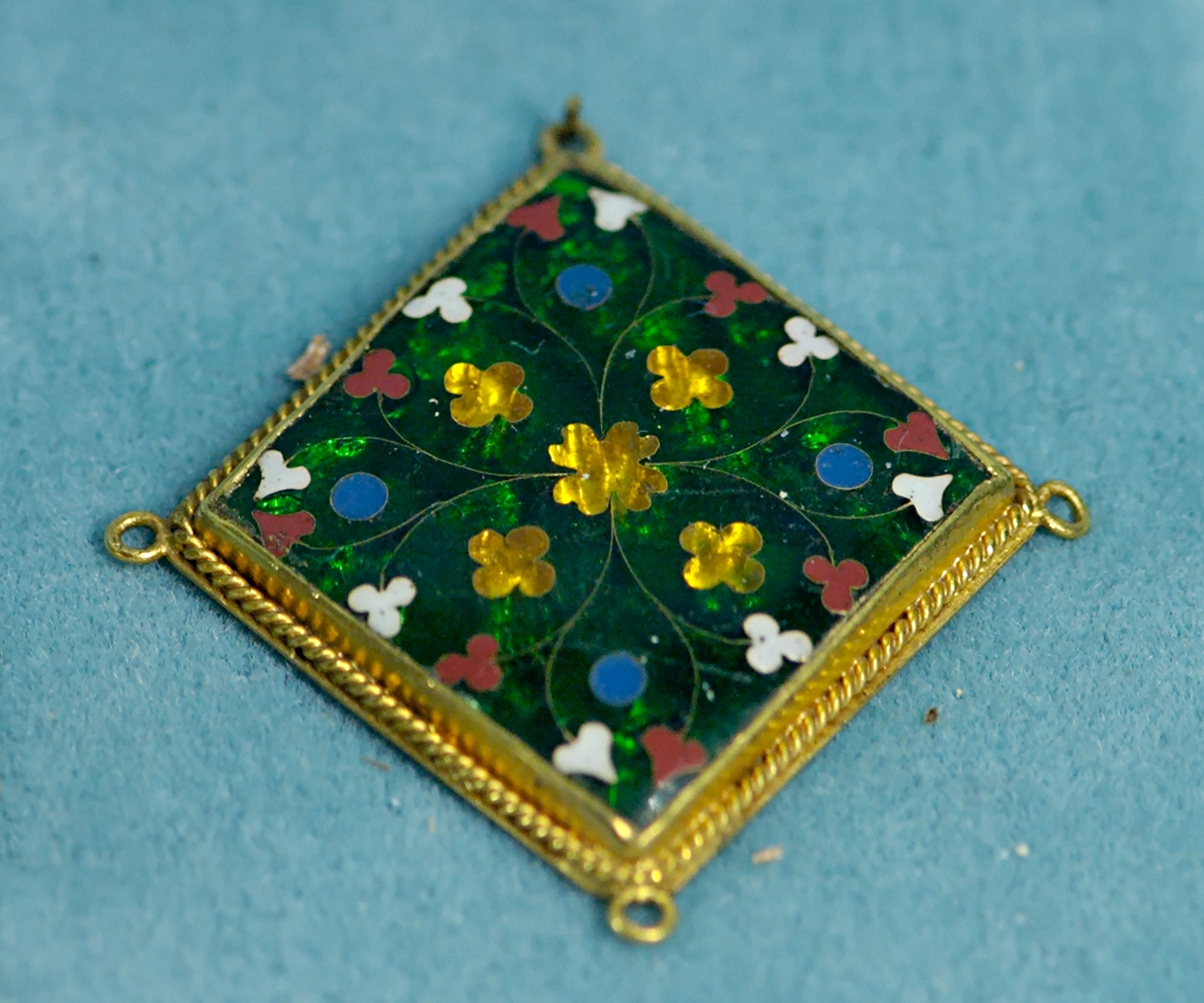
Chaton décoré d'émail de plique, Guillaume Julien, fin du, Musée National du Moyen Âge, Paris, France.

Dès la fin du XIIIe et au XIVe siècle, se développent ce que les chercheurs ont appelé les émaux de plique ou les émaux d'applique. Alors que la production limousine se tarit, d'autres foyers de production émergent et se mettent à créer des œuvres luxueuses, des bijoux, des joyaux à coudre sur le vêtement par exemple. Cette production vient majoritairement des ateliers parisiens, c'est une sorte de retour à l'émail cloisonné, un jeu entre l'émail transparent et l'émail opaque et des cloisonnages en forme de fleurs ou de végétaux. En principe, les artisans disposent un fond vert émaillé translucide et des fleurs en émail opaque par-dessus. 
Les émailleurs au XIVe siècle produisent toujours des objets religieux, par exemple Guillaume Julien qui réalise le reliquaire de Saint Louis, commandé par Philippe le Bel et détruit pendant la Révolution française. Guillaume Julien réalisa entre autres la Châsse reliquaire de sainte Gertrude qui se trouvait dans l'église de Nivelles (Belgique) et le reliquaire du Saint-Sang de Boulogne-sur-Mer. On retrouve sur chaque œuvre, le fond vert, les fleurs et fleurettes en forme de trèfles ou de cercles. 
Un autre principe notable et caractéristique du Moyen Âge classique, est que les reliques sont visibles. Au centre du reliquaire, on enchâsse un cristal et dans celui-ci les reliques sont disposées.

### Les émaux translucides de basse-taille

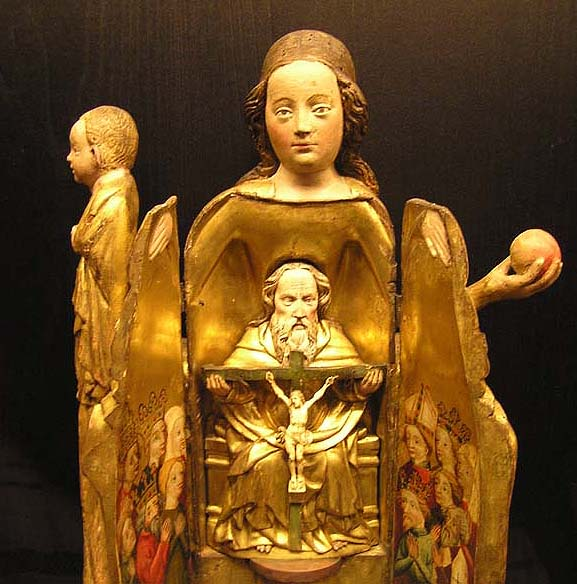
Tabernacle-reliquaire de la Vierge, bois doré, Musée National du Moyen Âge, Paris, France.

Le grand renouvellement dans l'art de l'émail vient de l'Italie, plus précisément des ateliers de Sienne. La plus ancienne œuvre en émail de basse-taille, signée Guccio di Mannaia, est un calice liturgique en argent doré, commandé en 1284 par le pape Nicolas IV. Le calice est enchâssé d'émaux translucides en médaillons, formant de petits scènes historiées. Le fond, plaque en or gravé ou ciselé, est recouvert par l'émail translucide. Ces œuvres provoquent un bouleversement dans l'orfèvrerie de l'émail car l'ensemble est recouvert d'un "voile" coloré dont l'effet est très prenant. 
Le mélange de la sculpture et de l'émail fait la gloire des ateliers siennois. Dès 1300, ce style s'exporte en Avignon et à Paris dont la production peut être illustrée par le reliquaire de Séville, offert à la reine par Philippe V le long. Cette statuette du début du XIVe siècle est un reliquaire de la Vierge en argent doré. Sur les volets qui ferment le tabernacle, on trouve des émaux translucides. Il s'agit d'un travail extrêmement subtil de jeux entre l'argent, l'or et l'émail, un mélange des techniques caractéristiques de cette époque où le travail de l'émailleur se rapproche de celui des orfèvres. Un autre exemple fameux est le calice dit Calice des rois de Majorque, daté de 1340-1360, orné de scènes de la passion du Christ, portement de croix, crucifixion, une iconographie en rapport avec la fonction même de l'objet. Le fond, orné de losanges gravés, est en argent brut ou rehaussé d'or, les corps sont laissés en réserve. Les parties métalliques sont alors utilisées comme une couleur, on applique plus de séparation entre l'émail et le fond, les effets sont beaucoup plus subtils. Les couleurs varient du bleu au violet en passant par le vert et même l'orange. 

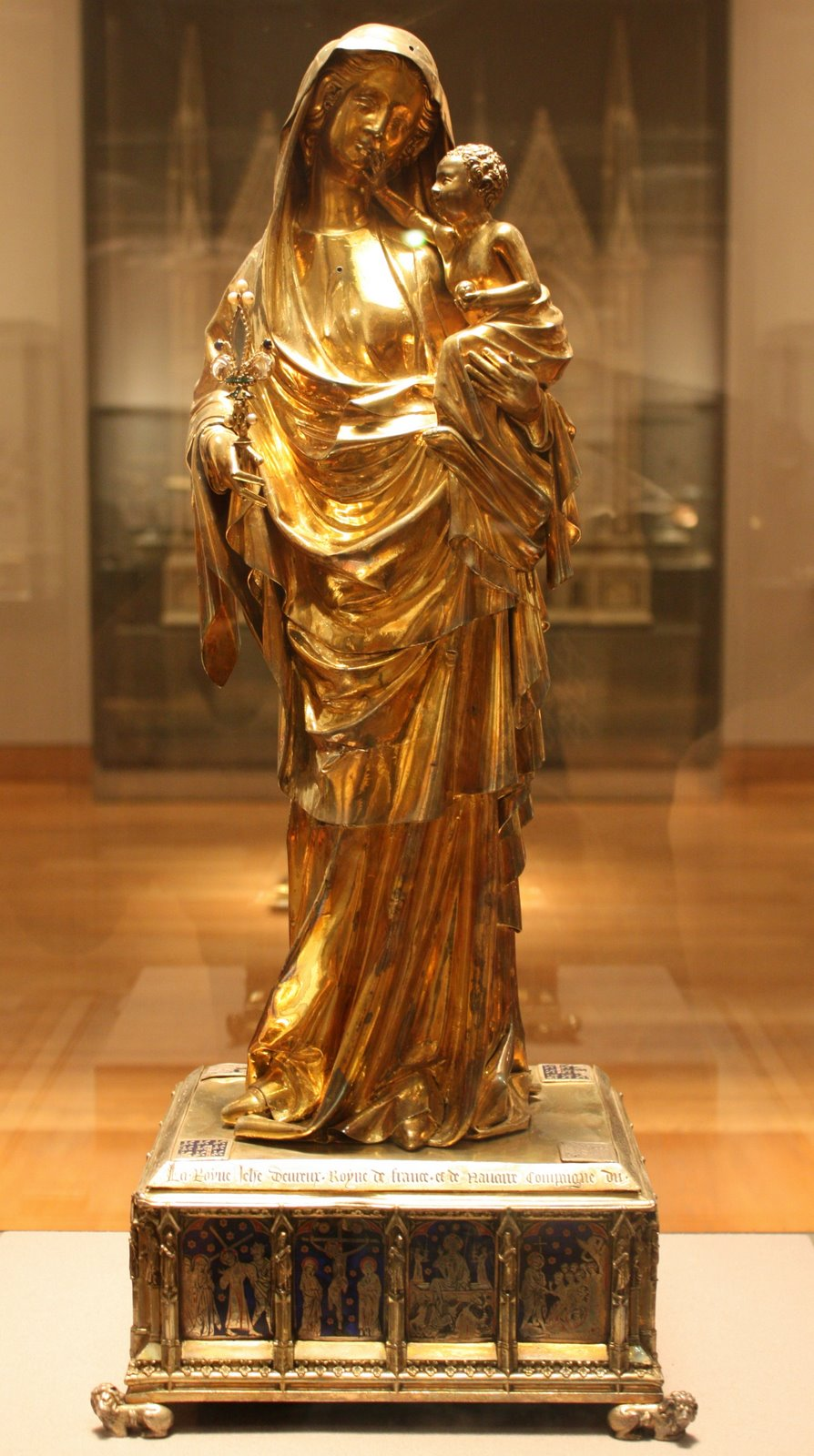
Vierge de Jeanne d'Évreux, Musée du Louvre, Paris, France.

Au XIVe siècle, on aboutit à un art d'orfèvre de plus en plus complexe où se mêlent les techniques. L'émail n'est plus le centre du décor mais sert à faire des rendus, des nuances au service du naturalisme, comme par exemple la Vierge de Jeanne d'Évreux, "monument" d'orfèvrerie reliquaire offert à l'abbaye de Saint-Denis par Jeanne d'Évreux. La partie supérieure du reliquaire est une pure pièce d'orfèvrerie en argent doré, posée sur un socle en cuivre doré. Celui-ci est rehaussé de scénettes en émail translucide de basse-taille. Le programme iconographique est bien sûr lié à la Vierge, Annonciation, Visitation. On note dans cette œuvre une forte volonté de naturalisme, le fond est traité comme un ciel. Pour donner cet effet tout en nuances, le fond argenté est strié, technique d'une finesse esthétique qui fait "vibrer le ciel"[pas clair]. Les personnages sont de nouveau laissés en réserve tandis que les ailes des anges sont rehaussées d'émail translucide, la ligne des drapés est noire ou orangée. On note encore quelques fleurs en émail opaque (donc cloisonné) dont le cœur est en émail champlevé. 

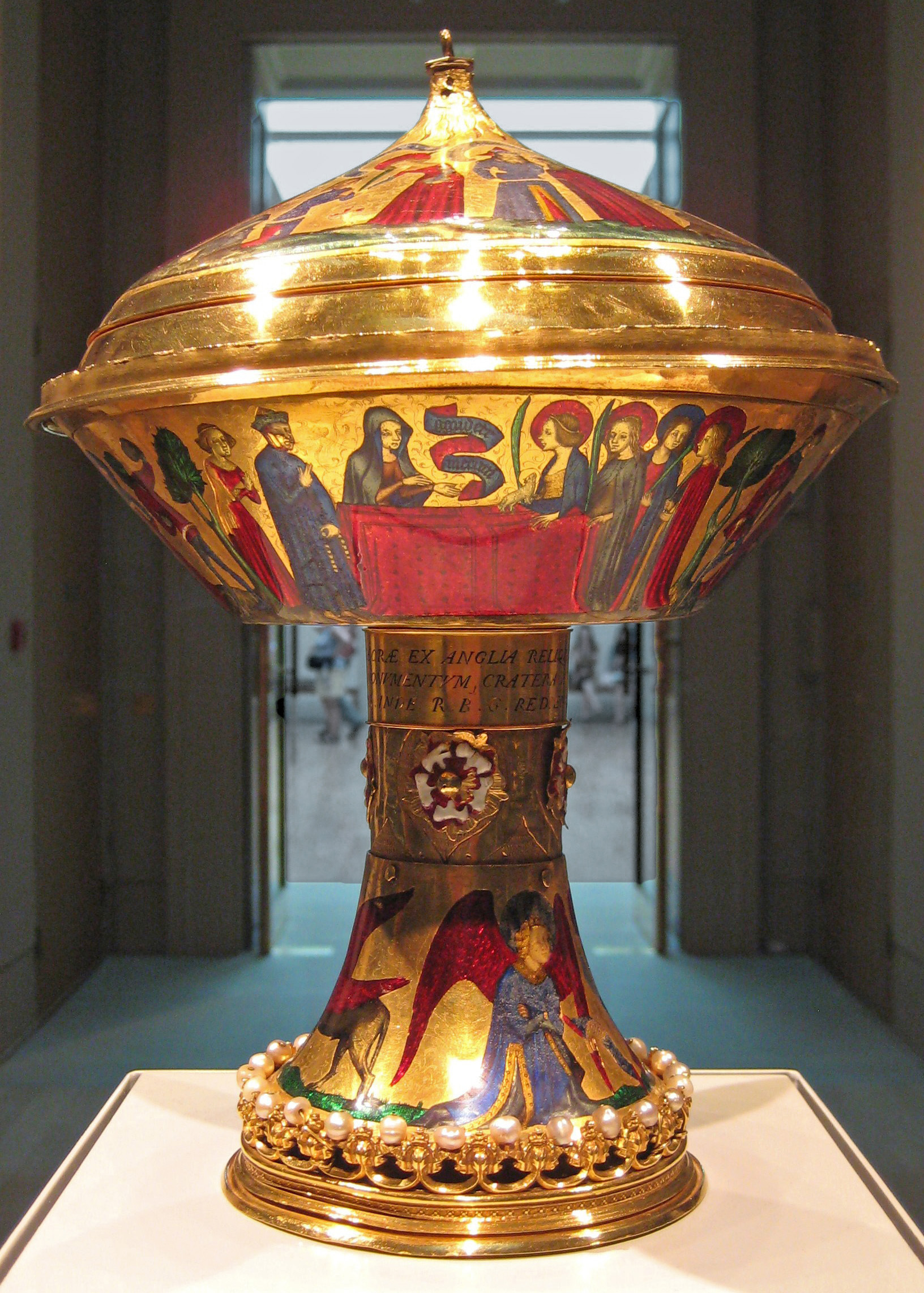
Coupe de Sainte-Agnès, British Museum, Londres, Angleterre.

À la fin du XIVe siècle, on produit des œuvres de plus en plus luxueuses et d'utilisation princière comme la Coupe de sainte Agnès qui appartenait à Charles V. L'objet, d'une forme très complexe, est rehaussé d'or. Le fond est incisé de rinceaux en pointillés, les scènes sont teintes très finement à l'émail de basse-taille. La production se laïcise également comme l'illustre la paire de valve de miroir de Louis Ier d'Anjou où l'émail est de plus en plus traité comme de la peinture, les nuances sont multiples et d'une finesse exceptionnelle.

### La fin du Moyen Âge: les émaux sur ronde-bosse
Au début du XVe siècle, l'évolution de la technique de l'émail est couronné par son utilisation sur la ronde-bosse. Sous le règne de Charles VI, l'orfèvrerie, comme l'enluminure, connaît un âge d'or que l'on doit, entre autres, au mécénat fastueux et au raffinement extrême des princes. Pour l'art de l'émail, cette production constitue une sorte de somme, de mélange de toutes les techniques connues pour traiter l'émail, rassemblées sur une seule œuvre. 
Cet "aboutissement" est illustré par le Petit Cheval d'or, chef-d’œuvre d’orfèvrerie française des ateliers parisiens, commandé en 1404 par Isabeau de Bavière pour son époux, le roi de France Charles VI. On y voit le roi en prière devant la Vierge, assise sous une tonnelle paradisiaque entièrement en or et pierres précieuses. Ses vêtements sont rehaussés d'émail blanc, ses cheveux d'or.